# Hans Henrik Andreasen
Hans Henrik Andreasen (ur. 10 stycznia 1979 w Ringkøbing) – duński piłkarz występujący na pozycji pomocnika. Zawodnik klubu Esbjerg fB.

## Kariera klubowa
Andreasen zawodową karierę rozpoczynał w 1998 roku w klubie Esbjerg fB z 1. division. W 1999 roku awansował z zespołem do Superligaen. W tych rozgrywkach zadebiutował 26 lipca 1999 roku w wygranym 2:0 pojedynku z Odense BK. 7 listopada 1999 roku w wygranym 3:1 spotkaniu z Vejle BK strzelił pierwszego gola w Superligaen. W 2000 roku spadł z klubem do 1. division, ale po roku powrócił z nim do Superligaen. W 2004 roku zajął z zespołem 3. miejsce w tych rozgrywkach.
W 2005 roku Andreasen odszedł do niemieckiego SpVgg Greuther Fürth z 2. Bundesligi. Zadebiutował w niej 11 września 2005 roku w przegranym 0:3 meczu z Eintrachtem Brunszwik. 28 listopada 2005 roku w wygranym 2:1 pojedynku z Energie Cottbus zdobył pierwszą bramkę w 2. Bundeslidze. W Greuther Fürth spędził 2 lata.
W 2007 roku wrócił do Danii, gdzie został graczem klubu Odense BK z Superligaen. Pierwszy ligowy mecz zaliczył tam 22 lipca 2007 roku przeciwko AGF (2:0). W 2009 roku, a także rok później wywalczył z zespołem wicemistrzostwo Danii.
W 2013 roku Andreasen wrócił do Esbjerga.

## Kariera reprezentacyjna
Andreasen jest byłym reprezentantem Danii U-19, U-20 oraz U-21. W pierwszej reprezentacji Danii zadebiutował 17 listopada 2010 roku w zremisowanym 0:0 towarzyskim meczu z Czechami.